# Telgárt
Telgárt és un poble i municipi d'Eslovàquia que es troba a la regió de Banská Bystrica.

## Història
La primera menció escrita de la vila es remunta al 1326.

## Demografia
| Godina             | 1994 | 2004   | 2014   | 2024   |
| ------------------ | ---- | ------ | ------ | ------ |
| Nombre de persones | 1630 | 1531   | 1530   | 1506   |
| Diferència         |      | −6,07% | −0,06% | −1,56% |

| Godina             | 2023 | 2024   |
| ------------------ | ---- | ------ |
| Nombre de persones | 1525 | 1506   |
| Diferència         |      | −1,24% |